# Нордурланд-Вестра
Нордурланд-Вестра (ісл. Norðurland vestra; у перекладі Захід Північної Землі) — регіон в Ісландії.
Нордурланд Вестра — один з 8 регіонів Ісландії й перебуває в північній частині країни. На півночі він омивається водами Гренландського моря, на заході межує із регіоном Вестфірдір, на півдні — з регіонами Вестурланд і Судурланд, на сході — з регіоном Нордурланд-Ейстра. Площа регіону становить 12 592 км². Чисельність населення станом на 2010 рік — 7 394 чоловік. Щільність населення дорівнює 0,587 чол./км². Адміністративний центр — Сьойдауркроукюр в сіслі Скагафьордур. До 2006 року до регіону входило місто Сіглуфьордур, що перейшло потім до регіону Нордурланд Ейстра.

## Адміністративний поділ
В адміністративному відношенні регіон Нордурланд-Вестра розділений на 3 сісли (округи) і 1 «вільну громаду». Цією вільною громадою є Свейтарфелагід Скагафьордур. Площа її становить 4 180 км². Чисельність населення — 4 078 чоловік. Центр громади — Сьойдауркроукюр.
Три сісли, що також входять у Нордурланд Вестре:
- Вестур-Хунаватн. Площа — 2 506 км². Чисельність населення — 1 167 чоловік. Центр сісли — Блендуоус
- Ейстур-Хунаватн. Площа — 4 542 км². Чисельність населення — 1 985 чоловік. Центр сісли — Блендуорс
- Скагафьордур. Площа — 1 364 км². Чисельність населення — 222 чоловік. Центр сісли — Саугаркрокур.

## Населення
| Рік  | Населення | Відсоток від загального населення Ісландії |
| ---- | --------- | ------------------------------------------ |
| 1920 | 8 636     | 9,14 %                                     |
| 1930 | 8 000     | 7,36 %                                     |
| 1940 | 7 665     | 6,30 %                                     |
| 1950 | 7 340     | 5,09 %                                     |
| 1960 | 7 561     | 4,22 %                                     |
| 1970 | 7 748     | 3,79 %                                     |
| 1980 | 8 628     | 3,73 %                                     |
| 1990 | 8 631     | 3,35 %                                     |
| 2000 | 7 873     | 2,76 %                                     |
| 2010 | 7 394     | 2,33 %                                     |